# りつこ
りつこ（1982年7月19日 - ）は、日本の女優。元宝塚歌劇団専科の男役スター。
神奈川県横浜市、アメリカンスクール出身。身長173cm。愛称は「マギー」、「りっちゃん」。宝塚歌劇団時代の芸名は星条 海斗（せいじょう かいと）。
所属事務所はGFA。

## 来歴
1998年、宝塚音楽学校入学。
2000年、宝塚歌劇団に86期生として入団。入団時の成績は17番。花組公演「源氏物語 あさきゆめみし／ザ・ビューティーズ!」で星条海斗として初舞台。組まわりを経て月組に配属。
2006年の「暁のローマ」で新人公演初主演。
2015年7月27日付で専科へと異動。
2016年の月組「FALSTAFF」でバウホール公演初主演。入団17年目での抜擢となった。
2018年6月17日、真風涼帆・星風まどかトップコンビ大劇場お披露目となる宙組「天は赤い河のほとり／シトラスの風」東京公演千秋楽をもって、宝塚歌劇団を退団。
退団後はりつこと改名し、女優としての活動の他、ヤムナメソッドのセルフケアを追求するべく、全国各地でヤムナクラスを開講している。
退団翌月の自身の誕生日に結婚し、翌年6月には第一子となる男児を出産している。

## 宝塚歌劇団時代の主な舞台

### 初舞台
- 2000年4 - 5月、花組『源氏物語 あさきゆめみし』『ザ・ビューティーズ!』（宝塚大劇場のみ）

### 組まわり
- 2000年5 - 6月、星組『黄金のファラオ』『美麗猫（ミラキャット）』（宝塚大劇場のみ）

### 月組時代
- 2002年1月、「ガイズ&ドールズ」新人公演：ジェリー／クバーナの歌手（本役：楠恵華）
- 2003年4月、「花の宝塚風土記／シニョール・ドン・ファン」新人公演：フロア係（本役：北嶋麻実）
- 2003年10月、「紫吹淳コンサート Lica-Rika／L-R」（ドラマシティ）
- 2003年11月、「薔薇の封印 －ヴァンパイア・レクイエム－」新人公演：クラウス（本役：越乃リュウ）
- 2004年4月、「愛しき人よ」（バウホール・東京特別）ミカエル
- 2004年6月、「飛鳥夕映え／タカラヅカ絢爛II -灼熱のカリビアン・ナイト-」新人公演：蘇我蝦夷（本役：箙かおる）
- 2004年12月、「熱帯夜話 －眠れない夜に…－」マギー（劇団員）（バウホール・東京特別）
- 2005年2月、「エリザベート －愛と死の輪舞（ロンド）－」黒天使、新人公演：エルマー（本役：月船さらら）
- 2005年9月、「JAZZYな妖精たち／REVUE OF DREAMS」警官、新人公演：マクガバン（本役：立ともみ）
- 2006年2月、「あかねさす紫の花／REVUE OF DREAMS」（中日劇場）綱田
- 2006年3月、「エンカレッジコンサート」
- 2006年5月、「暁のローマ／レ・ビジュー・ブリアン」ガイウス・カスカ、新人公演：カエサル（本役：轟悠） 新人公演初主演[5][2][7]
- 2006年10月、「あかねさす紫の花／レ・ビジュー・ブリアン」（全国ツアー）子麻呂
- 2007年1月、「パリの空よりも高く／ファンシー・ダンス」レイモンド、新人公演：ギスターブ・エッフェル（本役：霧矢大夢）
- 2007年5月、「大坂侍 －けったいな人々－」（バウホール・東京特別）天野玄蕃
- 2008年1月、「ホフマン物語」（バウホール）シュレーミル他
- 2008年8月、「ME AND MY GIRL」（博多座）パーチェスター[7]
- 2008年11月、「夢の浮橋／Apasionado!!（アパショナード）」宰相中将
- 2009年5月、「エリザベート －愛と死の輪舞（ロンド）－」シュヴァルツェンベルク
- 2009年10月、「ラスト プレイ －祈りのように－／Heat on Beat!」アロイス／ローレンス
- 2010年2月、「紫子／Heat on Beat!」（中日）天野外記
- 2010年4月、「THE SCARLET PIMPERNEL」アンドリュー・フォークス
- 2010年9月、「ジプシー男爵／Rhapsodic Moon」イシュトバン
- 2010年12月、「STUDIO 54」（ドラマシティ・東京特別）ラングレー・マイヤー
- 2011年3月、「バラの国の王子／ONE －私が愛したものは…－」長女
- 2011年7月、「アルジェの男／Dance Romanesque」ミシュリュー内相
- 2011年11月、「アリスの恋人」（バウホール・東京特別）ナイトメア
- 2012年2月、「エドワード8世－王冠を賭けた恋－／Misty Station－霧の終着駅－」アーネスト・シンプソン
- 2012年6 - 9月、『ロミオとジュリエット』 - ベンヴォーリオ[7]
- 2012年10 - 11月、『愛するには短すぎる』 - マーシャル・ウェンズワース『Heat on Beat!（ヒート オン ビート）』（全国ツアー）
- 2013年1 - 3月、『ベルサイユのばら-オスカルとアンドレ編-』 - アラン[7]
- 2013年5月、『ME AND MY GIRL』（梅田芸術劇場） - セドリック・パーチェスター[注釈 1]／チャールズ・ヘザーセット[注釈 1]
- 2013年7 - 10月、『ルパン-ARSÈNE LUPIN-』 - ジュスタン・ガニマール『Fantastic Energy!』[7]
- 2013年11 - 12月、『THE MERRY WIDOW』（ドラマシティ・日本青年館） - ミルコ・ツェータ男爵
- 2014年1月、『風と共に去りぬ』（梅田芸術劇場） - ミード博士
- 2014年3 - 6月、『宝塚をどり』『明日への指針 -センチュリー号の航海日誌-』 - セルゲイ監督『TAKARAZUKA 花詩集100!!』 - 花の紳士A／赤いケシS／蘭の男A
- 2014年7 - 8月、『宝塚をどり』『明日への指針-センチュリー号の航海日誌-』 - セルゲイ監督『TAKARAZUKA 花詩集100!!』（博多座）
- 2014年9 - 12月、『PUCK（パック）』 - オベロン『CRYSTAL TAKARAZUKA-イメージの結晶-』
- 2015年2 - 3月、『風と共に去りぬ』（中日劇場） - ミード博士
- 2015年4 - 7月、『1789-バスティーユの恋人たち-』 - ラザール・ド・ペイロール伯爵

### 専科時代
- 2015年11 - 2016年2月、月組『舞音-MANON-』 - ギョーム・ベロン『GOLDEN JAZZ』 初エトワール[8]
- 2016年3 - 6月、星組『こうもり』 - オルロフスキー公爵『THE ENTERTAINER!』[8]
- 2016年10月、月組『FALSTAFF』（バウホール） - サー・ジョン・フォルスタッフ バウ初主演[2][8][7]
- 2017年6 - 8月、花組『邪馬台国の風』 - 狗奴王ヒミコク『Santé!!』[2]
- 2018年3 - 6月、宙組『天（そら）は赤い河のほとり』 - ウルヒ・シャルマ『シトラスの風-Sunrise-』 退団公演[7][2]

### 出演イベント
- 2015年8月、星条海斗ディナーショー『Flügel』 主演[10]
- 2017年4月、星条海斗ディナーショー『MASQUERADE』 主演[11]

## 宝塚歌劇団退団後の主な活動
2025年7月10日から13日銀座博品館劇場にてシーボルト父子伝に出演予定。

## 受賞歴
- 2012年、『阪急すみれ会パンジー賞』 - 助演賞[12]
- 2014年、『宝塚歌劇団年度賞』 - 2013年度努力賞[13]